# Вазар-Бакур II
Вазар-Бакур II (*ვარაზ-ბაკურ II, д/н —394) — цар Іберії у 380—394 роках. Відомий також як Аспакур (Аспаруг) III.

## Життєпис
Походив з династії Хосровідів. Старший син Мітрідата III, царя Іберії. Приблизно в 370-х роках хрестився. У 380 році після смерті батька стає новим володарем. Розпочав політику християнізації та відновлення впливу церкви в Іберії, сприяючи зведенню храмів.
Водночас намагався маневрувати між Римською імперією та Сасанідською Персією, не втручаючись у війни між ними. Втім у 387 році за Ацилісенською угодою Рим відмовився від впливу над Іберією. В свою чергу зріс тиск Персії. Тому цар вимушений був оголосити зороастризм рівноцінною вірою нарівні з християнством.
У внутрішній політиці налагодив стосунки з лінією Реви II, оженившись на його онуці. У 394 році після смерті Вазар-Бакура II владу отримав його тесть Тірдат I.

## Родина
- Фарсман, цар Іберії у 406—409 роках
- Мітрідат, цар Іберії у 409—411 роках